# Majoor
Majoor is een militaire rang bij de landmacht, de marechaussee, de luchtmacht en het Leger des Heils. Bij de marine heet de overeenkomstige rang luitenant-ter-zee der eerste klasse (LTZ 1), maar bij het Korps Mariniers wordt wel de rang van majoor gebruikt.

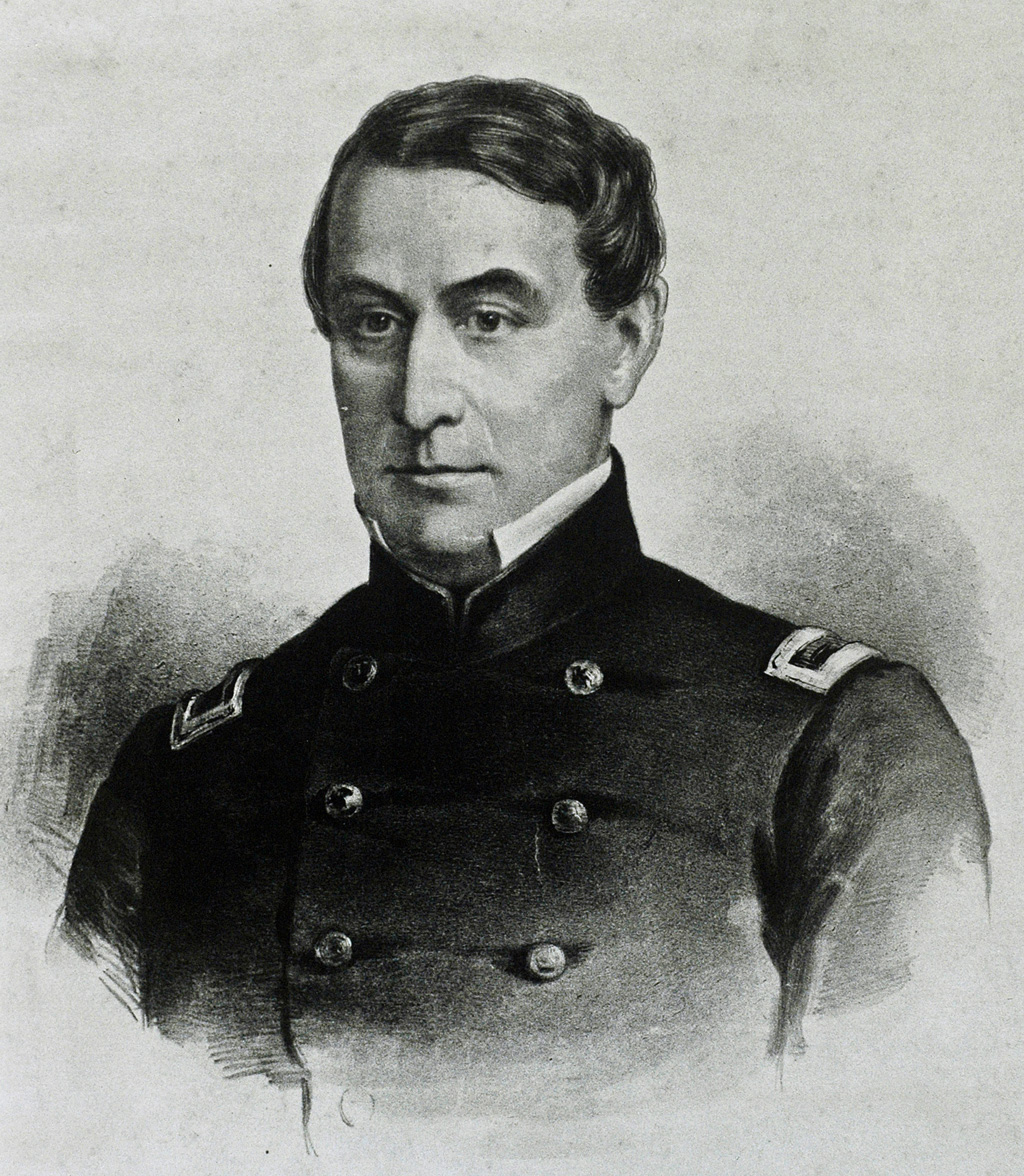
Majoor Robert Anderson, commandant van Fort Sumter, in het leger van de Unie, ca. 1860.

Een majoor is een officier, preciezer uitgedrukt: een hoofdofficier. Majoors kunnen vele functies binnen defensie vullen. Een belangrijke operationele functie, en vaak hoogtepunt in een carrière, is die van compagniescommandant of CC, leiding gevend aan een eenheid van ongeveer 100 tot 150 man die vaak zelfstandig opereert (Deze functie wordt bij de infanterie door een kapitein vervuld, echter is de infanteriecompagnie niet zelfstandig en onderdeel van het bataljon.) Ook een plaatsvervangend bataljonscommandant (of PBC) is vaak majoor. Bij de marine kan een LTZ 1-commandant zijn van een mijnenjager, onderzeeboot of klein bevoorradingsschip (Hr.Ms. Pelikaan). Op de middelgrote schepen, zoals de M-fregatten, zijn de eerste officier en hoofden van dienst allen LTZ 1.

## Andere betekenis
Een sergeant-majoor wordt bij de marine (CZSK) en luchtmacht (CLSK) soms kortweg met majoor aangeduid. Een sergeant-majoor is echter geen hoofdofficier, maar een onderofficier. Voor de duidelijkheid zegt men wel grootmajoor als men een hoofdofficier met de rang van majoor bedoelt.

## Rangonderscheidingstekens bij de Belgische krijgsmacht
| Marinecomponent                                     | Marinecomponent | Landcomponent           | Landcomponent | Luchtcomponent          | Luchtcomponent | Medische component      | Medische component |
| --------------------------------------------------- | --------------- | ----------------------- | ------------- | ----------------------- | -------------- | ----------------------- | ------------------ |
| Korvetkapitein Commandant Fr: Capitaine de Corvette |                 | Majoor Majoor Fr: Major |               | Majoor Majoor Fr: Major |                | Majoor Majoor Fr: Major |                    |

## Rangonderscheidingstekens bij de Nederlandse krijgsmacht
| Koninklijke Marine                                                                     | Koninklijke Marine | Koninklijke Landmacht | Koninklijke Landmacht | Koninklijke Luchtmacht | Koninklijke Luchtmacht | Koninklijke Marechaussee | Koninklijke Marechaussee |
| -------------------------------------------------------------------------------------- | ------------------ | --------------------- | --------------------- | ---------------------- | ---------------------- | ------------------------ | ------------------------ |
| Luitenant-ter-zee der eerste klasse Mijnheer/mevrouw (bij het Korps Mariniers: majoor) |                    | Majoor                |                       | Majoor                 |                        | Majoor                   |                          |

## Officiersrangen (van hoog naar laag)
- generaal
- luitenant-generaal
- generaal-majoor
- brigadegeneraal (bij de luchtmacht: commodore)
- kolonel
- luitenant-kolonel (overste)
- majoor
- kapitein / ritmeester
- eerste luitenant
- tweede luitenant
- vaandrig / kornet